# Blangketimel
Blangketimel är ett berg i Indonesien.   Det ligger i provinsen Aceh, i den västra delen av landet, 1 600 km nordväst om huvudstaden Jakarta. Toppen på Blangketimel är 1 630 meter över havet.
Terrängen runt Blangketimel är bergig åt nordost, men åt sydväst är den kuperad. Terrängen runt Blangketimel sluttar söderut.Runt Blangketimel är det mycket glesbefolkat, med 2 invånare per kvadratkilometer. I omgivningarna runt Blangketimel växer i huvudsak städsegrön lövskog.